# Ігдрасіль
«Ігдрасіль» — науково-фантастичний роман, написаний чилійцем Хорхе Барадітом і вперше опублікований у серпні 2005 року видавництвом Ediciones B в Чилі. У 2006 році книга отримала першу премію UPC за короткий науково-фантастичний роман, яку щороку присуджує громадська рада Політехнічного університету Каталонії.

## Історія
У невизначену дату в майбутньому технологія вийшла за межі, можливо, розумного, релігія, наука, міфологія, магія, політика, мистецтво, психологія і навіть наркоманія втратили межі, які визначали їх як індивідуальні дії та дисципліни; до суспільства, де спокій у загробному житті більше не поважається або цінність душі перевищує цінність, якою вона може бути оцінена або якою вона володіє як інструментом; де будівлі є біологічними об'єктами або комп'ютер використовує дошку віджа як клавіатуру для доступу до духовного рівня, як якщо б це був Інтернет.
У цьому контексті мексиканські військові знайшли людину, яку використовували як об'єкт експерименту в пустелі, поза жахливим станом, у якому залишили її тіло, її душа стала жертвою експериментів, і тепер у ній існує лише частина, а решта в кактусі, камені та щурі. Сам факт того, що така істота знаходиться на цьому рівні, спричинив вплив на всі чутливі істоти на кілометри навколо, реальність і особливо психіку.
Мексиканські військові, які бажають отримати цю невідому технологію, викрадають дрібну залежну вбивцю на ім'я Маріана, змушуючи її виконати місію проникнення та крадіжки інформації, у якій її використовують як приманку та залишають на вірну смерть. Але, на подив усіх учасників, її рятує майже всемогутня сутність на ім'я Рече, яка посилає її на місію розгадати таємницю того, що руйнує реальність у цьому секторі Всесвіту.

## Персонажі
- Маріана: тридцятишестирічна чилійська наркоманка, наймана вбивця, яка живе в Мехіко. Вона суча дочка, яку мексиканська армія очищає від залежності, щоб виконати шпигунську місію в біологічних будівлях Банку Мексики. Звідти почнеться подорож, у якій їй доведеться наражати себе на небезпеку незліченну кількість випадків, як у реальному світі, так і в Інтернеті чи у світі духів. У супроводі Гюнтера та Реке їй доведеться зіткнутися з тисячами небезпек, у яких усі сторони захищають її, поки вони полюють на неї, і в грі, де все має приховане значення, набагато більше, ніж будь-хто з учасників може собі уявити.
- Гюнтер — молодий німецький солдат, загиблий у Другій світовій війні; за життя був вісімнадцятирічним юнаком, відповідальним за радіозв'язок свого взводу, загинув на полі бою з встромленим в око багнетом, ставши жертвою ворожої засідки; травма була настільки сильною, що не дозволила йому вийти за межі життя і він залишився в підвішеному стані. Там з ним зв'язалися мексиканці, яким він служить в обмін на відчуття, які він може повторно відчути, перебуваючи всередині людей, з якими він співпрацює. За дорученням військових він супроводжує Маріану в її місії, слугуючи лінією зв'язку та інтерфейсом для завантаження даних між нею та урядом через дошки віджа, яку використовують оператори. Він відчуває велику вдячність за чилійця, якого боїться розчарувати і хоче допомогти чим може.
- Рече: це селкнам, невідомого походження та не пов'язаний з корінною расою південного Чилі. Найкраще, чого він досяг як визначення самого себе, це те, що він є чимось на кшталт імунної системи космосу, яка з'являється, коли відбувається якась подія, яка компрометує або загрожує реальності. Його мета — виправити ці випадки та запобігти завданню шкоди Яхве, вмираючому богу, який підтримується в стані, схожому на кому, завдяки тому факту, що всесвіт є його штучною опорою для життя, а душі, які виходять із цього рівня, виконують таку ж функцію, як поживні речовини та кисень, утримуючи його в стані, що було б еквівалентно термінальній комі. Коли Маріану захоплюють і катують Perfectos, саме він рятує її і буквально перебудовує, щоб допомогти їй в її місії; оскільки вона включена в події і корисна для нього, але це не означає, що він має до неї якісь почуття, оскільки, якщо цього вимагає стабільність космосу, він без вагань вб'є її чи весь людський рід. Він є істотою з практично необмеженою владою, простір і час є елементами, які не мають влади над ним, і він може маніпулювати ними за бажанням, незважаючи на це, він визнає, що існує закономірність і що навіть зміни в часі та просторі, які вона викликає, вже є у цьому виді вищого сценарію.
- Тангата Ману: Шаман, який тримається на геостаціонарній орбіті на 500 км над пустелею Атакама, дивлячись на себе в кругле обсидіанове дзеркало 1 дм діаметром, розміщений у центрі великої мідної руни, вирізьбленої вручну біля солончаку Пунта-Негра, у цьому місці вона існує у своєму власному просторі, що міститься в порожнечі космосу.

Його походження та мотиви все ще невідомі Селкману, але його функція полягає в тому, щоб керувати порядком по цей бік Всесвіту, його стан медитації привів його до рівня великої влади та розуміння, перебуваючи поруч, він випромінює велич і повагу, але Як і всі інші, він має власні цілі, допомагаючи Маріані та Рече.
- Імбунче: збочений лідер секти, що складається з працівників сектору профспілки Chrysler № 14, незалежно від своєї материнської компанії, перетворив об'єкти свого сектору на незалежну націю. Захоплюється екстремальним пірсингом, жорстоким і кривавим сексом, він володіє садистською і деструктивною жилкою, він насолоджується стражданнями інших, особливо своїх близьких співробітників. Для своїх послідовників він є пророком, який поведе їх на небо. Для ради директорів це один із багатьох внутрішніх недоброзичливців, хоча, на відміну від тих, які Chrysler мав у минулому, це не монтаж, створений ними, тому до нього ставляться з деякою обережністю. У молодості він був єдиним, хто вижив із групи, яка виступала проти Директорії; На основі цього випадку він створив релігію, яку сповідують у Секції 14, змінивши факти, щоб надати їй містичного відтінку, в якому народжуються євангелія, за які їхні парафіяни гинуть або вбивають. Вся правда про цю людину полягає в тому, що він не що інше, як досвідчений політик, готовий зробити все можливе для досягнення своїх владних цілей. Гюнтер при зустрічі з ним описав його як душу без попередніх життів, народжену на самих берегах чистого хаосу.
- Рамірес: відповідальний за розслідування в результаті відкриття, зробленого в пустелі, він є військовою людиною старого зразка, він віддає перевагу звичайним і прямим заходам, а не політичним стратегіям, які є в стилі. Він вимагає великої точності та ефективності від інших і від себе, оскільки перебуває під постійним тиском через те, що він є реінкарнацією жінки, яка кричала, вимагаючи розп'яття Ісуса, що може змусити церкву вимагати його вигнання з армії, а також має Це призвело до того, що його виключили з армії, що означає, що він змушений залишатися в прихильності багатьох своїх начальників, або, за його словами, «довго лизати дупу», щоб просто залишатися там, де він є. Він бачить в успіху цієї місії певну безпеку для свого майбутнього, тому він використовуватиме наявні в його розпорядженні засоби для досягнення успіху, незважаючи на це, він не вірить у Ла Чилену, оскільки він не військовий, а докази показали йому, що це найкращий варіант.
- Матіас Родрігес: провидець, освячений техніками проекту Ігдрасіль. Цей медіум пережив би психотичний пасаж, де він міг би побачити характеристики Долини Тіней, астрального простору, де живуть безтілесні привиди, і Тунелю Душ, системи труб, якими душі циркулюють у своєму транзиті до легенів Єгова (світло в кінці тунелю). Спостереження цього провидця послужили для визначення мети Los Perfectos і дали початковий поштовх до пошуку математичних зв'язків у паранормальних явищах (основа астральної інженерії). Після смерті його останки були розкидані в релікваріях різними частинами механізму, розробленого змовниками. Частина третьої півкулі головного мозку, розроблена Родрігесом, використовується як рудиментарний модем даних у старих процесорах Ygdrasil. Тонкі листи енцефалічної маси вводяться в трубки та прищеплюються під череп поліції Карми (поліція Карми), щоб створити мережу передачі даних, здатну координувати їх у їхніх поліцейських операціях, де вони борються одночасно в кількох площинах реальності.
- Los Perfectos: більше, ніж група осіб, це колективний персонаж, присутній у роботах Барадіта. Дуже таємничою та потужною є група, відома як Los Perfectos або Los Danzarines, яка так чи інакше була присутня протягом всієї історії людства, втручаючись і маніпулюючи нею відповідно до своїх бажань і потреб, які є дуже темними. Кажуть, що вони безсмертні або що вони не існують повністю в цій реальності, також що вони володіють здібностями та знаннями, яких інші люди не в змозі досягти; про них відомо те, що вони контролюють і володіють великими організаціями та ресурсами, які вони використовують для своїх цілей, водночас отримуючи економічний і політичний контроль. Вони дуже жорстокі і кровожерливі, насолоджуються стражданнями інших, вони практично винаходять способи тортур, граючи з особиною. Кажуть, що вони народилися, коли Ісус (який, згідно з теоріями та твердженнями деяких пророків і візіонерів, насправді був антихристом) здійснив розмноження хлібів, тим самим вводячи в нашу реальність нову матерію, створену з нічого; ті, хто його їв, уже не повною мірою керуються рівняннями нашої реальності й не підкоряються їй, тому, побачивши їх, створюється враження, що вони повинні прагнути залишатися матеріальними. Вони є справжніми власниками Chrysler і замовили експерименти, які були проведені на предметі, знайденому мексиканськими військовими; все це, щоб мати можливість закінчити Емпальме Родрігес і здійснити проект Ігдрасіль.

## Впливи
Серед впливів, помічених у романі, можна виділити вплив Х. Р. Гігера, Вільяма Гібсона, чилійської та латиноамериканської міфології та їхніх відповідних етнічних груп, манги та аніме та парапсихології.
Х. Р. Гігер
Його концепції органічних конструкцій широко використовуються в житлових будинках, які є розширенням домашньої автоматизації, зосередженою більше не на комп'ютері, що контролює процеси, а на мозку, який замість розподілених електронних датчиків поширює свою нервову систему по коридорах. У цих житлових будинках навіть є видільна система, за допомогою якої Маріана проникає всередину.
Вільям Гібсон
Хоча Барадіт ніколи не читав «Нейроманта», коли писав «Іґдрасіль», потужний архетип жіночого героя з'являється в образі Маріани, хоча й не так очевидно, як у «Привиді в обладунках». Неможливо не пов'язати Моллі, сильний персонаж Нейрмант, з Маріаною, оскільки обидві жінки вирушили на небезпечну та, можливо, смертельну місію, пов'язану з використанням кіберпростору (у випадку Моллі) або астрального плану (у випадку з Мар'яною).
Крім того, обидва є найманими вбивцями, добре навченими вбивати, яких штовхають або змушують виконувати доручену їм місію.
Міфологія та етноси
Використання імен, взятих із міфології Чілот (Імбунче та Тонто), а також використання етнічних груп, що походять з Чилі, у створенні персонажів, таких як Селкнам або ім'я шамана на геостаціонарній орбіті Тангата Ману (з міфології острова Пасхи), роблять очевидним різноманіття впливів первісних культур, включених у роман.
Манга і аніме
Декілька персонажів використовують броню, що нагадує екзоскелети Robotech, вплив японської культури також видно у використанні традиційного японського короткого меча вакідзасі.
Парапсихологія
Основна частина сюжету книги спирається на душі, які викликані, ув'язнені та втиснуті в кремнієві мікросхеми. Крім того, оператори цього містичного Інтернету використовують як клавіатури ouijas для підключення.

## Книга
YGDRASIL Хорхе Барадіт. 272 стор., 15х23 см ISBN 956-304-005-8. Editorial Ediciones B — Чилі, Nova Collection. Чилі, серпень 2005 р.
У першій половині 2007 року було опубліковано «Трінідад», другу частину трилогії, в якій Ігдрасіль є першим томом, хоча він містить підсумок всього.
Трилогія, нарешті, складатиметься з трьох самодостатніх книг:
- Ігдрасіль, розв'язка історії та перша опублікована книга.
- Тринідад, друга частина повісті та друга опублікована книга.
- Ллускума, перша частина трилогії та шоста опублікована книга.